# سامنتو
سا-مونتو (ابن مونتو) كان وزير ملكي من وزراء مصر القديمة تقلد منصبه في نهاية الأسرة الثانية عشر حوالي علام 1800 قبل الميلاد

## السيرة الذاتية
يُعرف سا-مونتو من إحدى اللوحات المصرية القديمة التي تُظهره جالساً أمام مائدة من موائد القرابين. و اللوحة معروضة الآن في المتحف المصري بالقاهرة. و والدة سا-مونتو امرأة تدعى زاتيب. و سا-مونتو فم نخن الذي له نفس الأم معروف من عدة نقوش صخرية موجودة في النوبة السفلى . و هذه اللوحات تعود إلى العامين 6 و 9 من حكم الملك أمن-م-حات الثالث، و تتحدث عن حملة عسكرية صغيرة تم إرسالها ضد النوبة. و يبدو من المرجح أن كلا المصدرين يشيران إلى نفس الشخص، وترجع النقوش النوبية إلى فترة سابقة عن ترقيته إلى منصب الوزير.
يوجد هيكل تقديم قرابين لشخص يُدعى س-ن-وسرت كان يعمل مرسالاً لاحد وزراء مصر القديمة. و هذا الهيكل ربما يُنسب إلى أحد خدام سا-مونتو. كما أنه قد تم ذكر شخص يحمل نفس الاسم واللقب على اللوحة المعروضة في المتحف المصري بالقاهرة (CG 20102).

### العائلة
كان سا-مونتو متزوجا من سيدة تدعى حنوت-بو. و نجد من ضمن الأطفال ما يلي:
- ستب-تفي. تُظهر لوحة سا-مونتو ابنه واقفاً أمامه. و النقوش تحدد هويته على أنه سنب-تفي الخاتم الملكي، و كاهن آمون.
- عنخو. هو أحد الوزراء، ولعله يكون ابن سا-مونتو. و زوجة سا-مونتو تُدعى حنوت-بو، في حين أن والدة عنخو تحمل اسم حنوت. بالإضافة إلى ذلك، فمن المعروف أن عنخو كان ابن أحد الوزراء.